# Giáo phận Long Xuyên

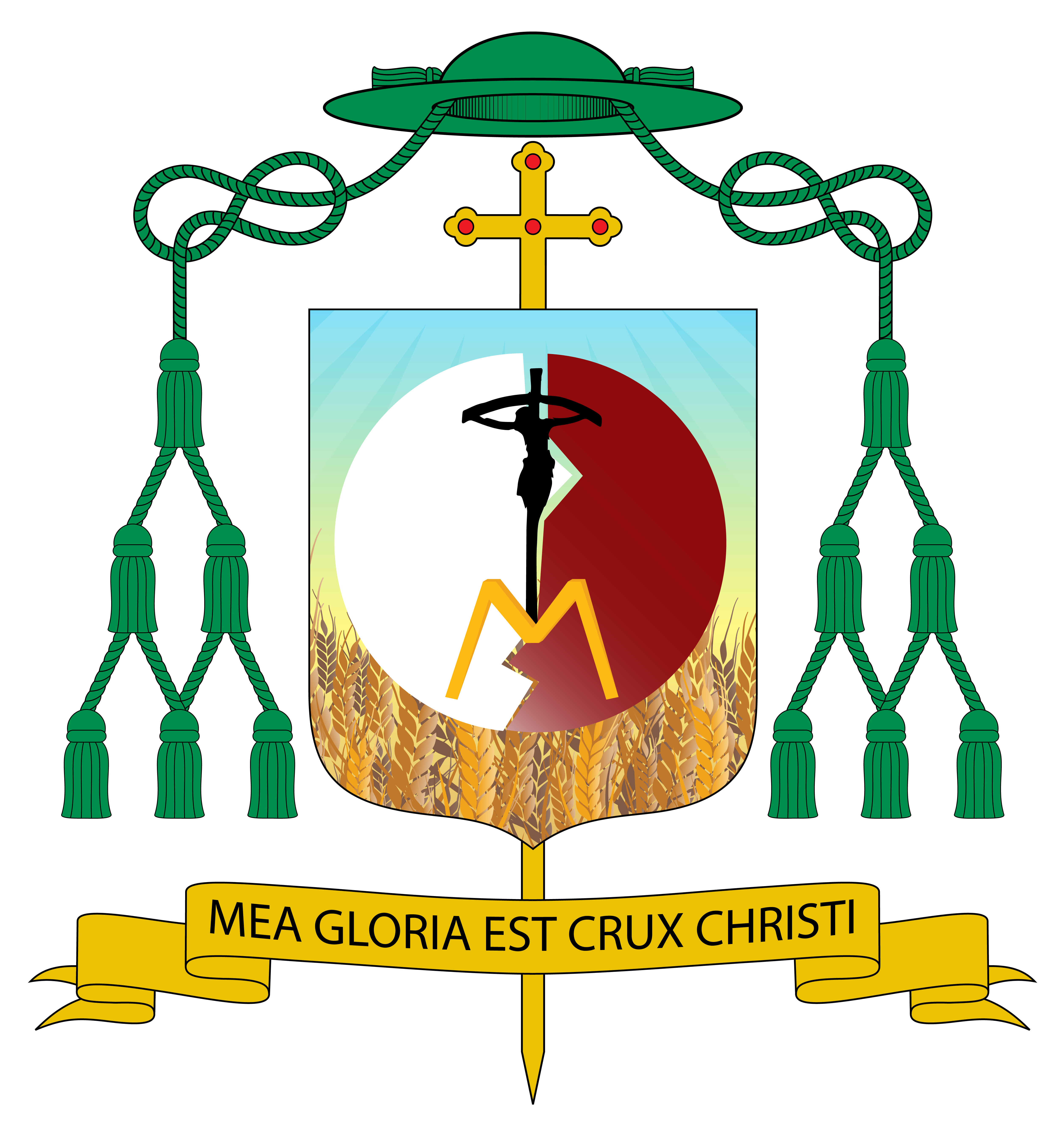
Huy hiệu giám mục Giuse Trần Văn Toản.

Giáo phận Long Xuyên (tiếng Latin: Dioecesis Longxuyensis) là một giáo phận Công giáo Rôma tại Việt Nam. Giáo phận có diện tích 10.255 km², tương ứng tỉnh An Giang, và địa bàn các phường Trung Nhứt, Thốt Nốt, Thuận Hưng, các xã Vĩnh Thạnh, Thạnh Qưới, Vĩnh Trinh, Thạnh An của thành phố Cần Thơ. Trên địa bàn giáo phận có nhiều dân tộc sinh sống như người Kinh, người Hoa, người Khmer, người Chăm... và nhiều tôn giáo bạn như Phật giáo (Đại thừa và Tiểu thừa), Bửu Sơn Kỳ Hương, Tứ Ân Hiếu Nghĩa, Đạo Hòa Hảo, Đạo Cao Đài và Hồi giáo.
Cai quản giáo phận hiện là Giám mục là Giuse Trần Văn Toản (từ tháng 2 năm 2019).

## Lịch sử
Lịch sử truyền giáo tại Việt Nam ghi nhận, vào năm 1555, một giáo sĩ dòng Đa Minh là Gaspar de la Cruz đã đặt chân lên đất Hà Tiên, bấy giờ vẫn còn thuộc vương quốc Campuchia. Tuy nhiên đây là một chặng dừng ngắn ngủi của ông trên đường từ Malacca đến Quảng Châu.
Mãi đến năm 1735, ngôi nhà thờ đầu tiên được linh mục Francois José Garcia cùng với các giáo dân dựng tại Hà Tiên. Năm 1743, đích thân Giám mục Armand Francois Lefèbvre đến ban phép Thêm sức cho trăm người tại Hà Tiên. Năm 1749, theo đề nghị của Khâm mạng Tòa Thánh, Tỉnh dòng Phanxicô tại Manila đã cử nhiều linh mục sang phụng vụ tại Hà Tiên. Các giáo sĩ dòng Phanxicô cũng dùng nơi đây để làm nơi xuất phát các chuyến truyền giáo đến Lào và Campuchia.
Năm 1765, Giám mục Guillaume Piguel cho chuyển Chủng viện Thánh Giuse từ Campuchia về Hòn Đất và sau đó đặt linh mục Pigneau de Béhaine làm Giám đốc. Chủng viện hoạt động tại đây cho đến năm 1769 thì được dời đến Pondichéry (Ấn Độ). Đến năm 1776, Pigneau de Behaine, bấy giờ đã là Giám mục, Đại diện Tông tòa Đàng Trong, đã cho di dời Chủng viện về lại Cần Cao, mãi đến năm 1778 mới dời Chủng viện về Biên Hòa.
Năm 1813, Tỉnh dòng Phanxicô Manila triệu hồi toàn bộ các giáo sĩ tại Đàng Trong. Bấy giờ, tại miền Tây Nam Kỳ đã có số giáo hữu với cơ sở vật chất khá vững mạnh như ở Bò Ót, Năng Gù, Cù Lao Giêng... Giám mục Dominique Lefèbvre từng đặt Tòa giám mục ở Cái Nhum.
Năm 1850, Tòa Thánh tách một phần đất thuộc Giáo phận Tây Đàng Trong để thành lập Giáo phận Campuchia (từ năm 1924 đổi tên thành giáo phận Phnom Penh), gồm cả vương quốc Campuchia, vương quốc Champasak và 2 tỉnh Hà Tiên, An Giang của Đại Nam. Năm 1938, An Giang có 4 giáo xứ, 30 giáo họ và 12.067 giáo dân; Kiên Giang có 3 giáo xứ, 18 giáo họ và 5.127 giáo dân; Thốt Nốt có giáo xứ Bò Ót gồm 1.807 giáo dân. Cho đến tận trước năm 1954, vùng này chỉ có khoảng 30.000 giáo dân sinh hoạt tôn giáo trong hơn 10 giáo xứ.
Trong cuộc di cư vào Nam, nhiều giáo dân từ miền Bắc đã đến định cư tại các vùng kênh Cái Sắn, làm số giáo dân lên rất nhanh. Năm 1955, phần đất của Việt Nam thuộc Giáo phận Phnom Penh được Tòa Thánh tách ra để thành lập Giáo phận Cần Thơ. Năm 1960, Giáo hoàng Gioan XXIII ra Tông hiến Christi Mandata thành lập Giáo phận Long Xuyên gồm các tỉnh An Giang và Kiên Giang, thuộc Giáo tỉnh Sài Gòn và đặt Giám mục Micae Nguyễn Khắc Ngữ làm Giám mục chính tòa tiên khởi.
Theo Niên giám Tòa Thánh năm 1964, Long Xuyên có 93.739 giáo dân trên tổng số 1.252.705 dân cư (chiếm 7,5%), có 104 linh mục triều, 3 linh mục dòng, 185 nữ tu, 6 nam tu, 59 đại chủng sinh, 270 tiểu chủng sinh, 8 trường trung học, 78 trường tiểu học, 8 cơ sở bác ái từ thiện. Trong suốt cuộc Chiến tranh Việt Nam, giáo phận Long Xuyên được xem là giáo phận có mức phát triển ổn định so với các giáo phận khác do ít bị ảnh hưởng bởi chiến tranh.
Năm 1994, giáo phận có khoảng 300.000 giáo dân trên tổng số 3,67 triệu cư dân, với 179 linh mục, 250 nữ tu, 51 chủng sinh, 87 giáo xứ và 156 nhà thờ lớn nhỏ. Năm 2017, Giáo phận Long Xuyên có 233.742 giáo dân trên tổng số 4,29 triệu cư dân (chiếm 5,4%), với 309 linh mục, 9 hạt và 194 giáo xứ.
Năm 2025 giáo phận có 10 giáo hạt với khoảng 430.000 giáo dân trên tổng số 4.291.006 người, với 400 linh mục (293 triều và 46 dòng), 65 nam Tu sĩ, 450 nữ Tu sĩ, 111 đại chủng sinh, 390 chủng sinh dự bị, 1.700 giáo lý viên, 87 Giáo xứ, Giáo họ.
Giáo phận Long Xuyên có công trong việc góp phần đào tạo 4 Giám mục trong Giáo hội Việt Nam
- Tổng Giám mục Giuse Ngô Quang Kiệt, Nguyên Tổng giám mục Tổng giáo phận Hà Nội.
- Giám mục Giuse Vũ Duy Thống, cố Giám mục chính tòa Giáo phận Phan Thiết.
- Giám mục Phêrô Nguyễn Văn Khảm, Giám mục chính tòa Giáo phận Mỹ Tho.
- Giám mục Giuse Trần Văn Toản, Giám mục chính tòa Giáo phận Long Xuyên.

### Giám mục
- Giám mục Giuse Trần Văn Toản - Giám mục chính tòa Giáo phận.

### Linh mục trong Tòa giám mục
- LM Micae Lê Xuân Tân: Đại diện Giám mục, Tổng Quản lý.
- LM Giuse Nguyễn Hữu Tường, Đại Diệm Tư Pháp - Chưởng ấn Toà Giám mục.
- LM Giuse Bùi Thanh Minh, Quản hạt Long Xuyên, Trợ lý Tổng Quản lý Giáo phận.
- LM Giuse Dương Bùi Thiệp, Phó Quản lý Toà Giám mục
- LM Giuse Nguyễn Xuân Phúc, Tiến sĩ thần học Thánh kinh .

#### Tiểu Chủng viện Têrêxa
- LM Vinh Sơn Đinh Việt Hùng: Giám đốc Tiền chủng viện Têrêsa
- LM Micae Nguyễn Trung Trực: Phó Giám đốc Tiền chủng viện Têrêsa
- LM Gioan Nguyễn Hiền: Quản lý Tiền chủng viện Têrêsa
- LM Tô Ma Trần Văn Công: Cha giáo Tiền chủng viện Têrêsa
- LM Vinhsơn Trịnh Đức Thắng: Cha giáo Tiền chủng viện  Têrêsa
- LM Antôn Phạm Duy Tân: Cha giáo Tiền chủng viện Têrêsa
- LM Giuse Hùng Quốc Cường: Cha giáo Tiền chủng viện Têrêsa

### Nhà thờ chính tòa và Tòa Giám mục
Khi mới thành lập Giáo phận Long Xuyên, ngai tòa Giám mục được đặt tại Nhà thờ Thánh Tôma trong khuôn viên tòa giám mục Long Xuyên, được xây dựng từ xây năm 1903 (nay là 80/1 Bùi Văn Danh, phường Mỹ Xuyên, thành phố Long Xuyên, tỉnh An Giang). Nhà thờ Thánh Tôma trở thành nhà thờ chính tòa trong 12 năm, từ 1960 đến 1972.
Nhà thờ chính tòa hiện nay đặt tại số 9 Nguyễn Huệ A, phường Mỹ Long, thành phố Long Xuyên, tỉnh An Giang. Nhà thờ có chiều dài 60m, rộng 18m, cao 20m, tháp chuông cao 55m. Nhà thờ có tên gọi là Giáo xứ chính tòa Long Xuyên, được xây dựng vào năm 1958, do linh mục Piô Nguyễn Hữu Mỹ phụ trách. Sau khi thành lập Giáo phận Long Xuyên năm 1960, nhà thờ được xây dựng mở rộng, chính thức được khánh thành ngày 15 tháng 8 năm 1973 và trở thành nhà thờ chính tòa giáo phận.

### Thánh địa hành hương
- Trung tâm hành hương Đài Đức Mẹ Tân Hiệp
- Trung tâm hành hương Đức Mẹ Hòn Chông.
- Trung tâm hành hương kính thánh Giuse, Đền Thánh Giuse kinh F.
- Trung tâm hành hương kính Lòng Chúa Thương Xót, Giáo xứ An Sơn, kinh E2.
- Đền thánh Vinh Sơn, Giáo xứ Trung Thành, kinh 8.
- Họ đạo Cồn Phước, quê hương Cha Phanxicô Xaviê Trương Bửu Diệp.
- Họ đạo Cồn Trên, kính viếng Đức Bà Cồn Trên.
- Trung tâm hành hương Châu Đốc, Giáo xứ Châu Đốc, kính 2 Thánh Tử Đạo Phêrô Đoàn Công Quí và Emmanuel Lê Văn Phụng.

### Các nhà thờ và tu viện lớn
- Tu viện Phanxicô Cù Lao Giêng
- Tu viện Chúa Quan Phòng Cù Lao Giêng
- Tu viện Mến Thánh Giá Long Xuyên
- Tu Viện Thánh Gia Long Xuyên (Dòng Thánh Gia)

### Các giáo xứ và giáo họ
Địa giới giáo phận: phía bắc giáp Hạt Đại diện Tông tòa Phnôm Pênh (Campuchia), phía đông giáp Giáo phận Mỹ Tho, phía đông nam giáp giáo phận Vĩnh Long, phía nam giáp Giáo phận Cần Thơ, phía tây giáp vịnh Thái Lan.
1. Hạt Chợ Mới (các xã phía bắc tỉnh An Giang ở tả ngạn sông Hậu): 
- Họ đạo Cái Đôi - Xã Hội An, tỉnh An Giang
- Họ đạo Cần Thay - Xã Hội An, tỉnh An Giang
- Họ đạo Chợ Mới - Xã Chợ Mới, tỉnh An Giang
- Họ đạo Chợ Thủ - Xã Long Điền, tỉnh An Giang
- Họ đạo Cồn Én - Xã Cù Lao Giêng, tỉnh An Giang
- Họ đạo Cồn Phước - Xã Long Điền, tỉnh An Giang
- Họ đạo Cồn Trên - Xã Cù Lao Giêng, tỉnh An Giang
- Họ đạo Cù Lao Giêng - Xã Cù Lao Giêng, tỉnh An Giang
- Họ đạo Hội An - Xã Hội An, tỉnh An Giang
- Họ đạo Lấp Vò - Xã Hội An, tỉnh An Giang
- Họ đạo Mỹ Luông - Xã Chợ Mới, tỉnh An Giang
- Họ đạo Nhơn Mỹ - Xã Nhơn Mỹ, tỉnh An Giang
- Họ đạo Ông Chưởng - Xã Long Điền, tỉnh An Giang
- Họ đạo Rạch Sâu - Xã Cù Lao Giêng, tỉnh An Giang
- Họ đạo Tham Buôn - Xã Nhơn Mỹ, tỉnh An Giang
- Họ đạo Vàm Cống - Xã Hội An, tỉnh An Giang

2. Hạt Long Xuyên (các xã, phường trung tâm tỉnh An Giang ở hũu ngạn sông Hậu): 18 giáo xứ, 4 họ đạo
- Họ đạo An Châu - Xã An Châu, tỉnh An Giang
- Họ đạo Hòa Phú -  Xã An Châu, tỉnh An Giang
- Họ đạo An Hòa - Xã Bình Hòa, tỉnh An Giang
- Họ đạo Ba Bần - Xã An Châu, tỉnh An Giang
- Họ đạo Bình Tây - Xã Bình Thạnh Đông, tỉnh An Giang
- Họ đạo Cái Dầu - Xã Châu Phú, tỉnh An Giang
- Họ đạo Cản Đá - Xã Vĩnh An, tỉnh An Giang
- Họ đạo Cần Xây - Phường Bình Đức, tỉnh An Giang
- Họ đạo Châu Đốc - 120 Lê Lợi, phường Châu Đốc, tỉnh An Giang
- Họ đạo Chi Lăng - Phường Chi Lăng, tỉnh An Giang
- Họ đạo Chánh Tòa - 9 Nguyễn Huệ, phường Long Xuyên, tỉnh An Giang
- Họ đạo Định Mỹ - Xã Định Mỹ, tỉnh An Giang
- Họ đạo Fatima - Xã Cần Đăng, tỉnh An Giang
- Họ đạo Hòa Lợi - Xã Cần Đăng, tỉnh An Giang
- Họ đạo Khánh Bình - Xã Khánh Bình, tỉnh An Giang
- Họ đạo Kinh Xáng - Xã Tân An, tỉnh An Giang
- Họ đạo Lộ Đức - Xã Bình Hòa, tỉnh An Giang
- Họ đạo Mỹ Thạnh - Phường Mỹ Thới, tỉnh An Giang
- Họ đạo Năng Gù - Xã Bình Hòa, tỉnh An Giang
- Họ đạo Núi Sam - Phường Vĩnh Tế, tỉnh An Giang
- Họ đạo Núi Sập - Xã Thoại Sơn, tỉnh An Giang
- Họ đạo Núi Tượng - Xã Óc Eo, tỉnh An Giang
- Họ đạo Phú An - Xã Phú An, tỉnh An Giang
- Họ đạo Phú Vĩnh - Xã Cháu Phong, tỉnh An Giang
- Họ đạo Tân Châu - Phường Tân Châu, tỉnh An Giang
- Họ đạo Têrêsa - Xã Vĩnh An, tỉnh An Giang
- Họ đạo Thị Đạm - Xã Bình Thạnh Đông, tỉnh An Giang
- Họ đạo Tri Tôn - Xã Tri Tôn, tỉnh An Giang
- Họ đạo Vĩnh Nhuận - Xã Vĩnh Hanh, tỉnh An Giang

3. Hạt Rạch Giá (các xã, phường phía nam tỉnh An Giang và các đặc khu): 21 giáo xứ, 8 họ đạo
- Họ đạo An Bình - Xã Gò Quao, tỉnh An Giang
- Họ đạo An Thới - Đặc khu Phú Quốc, tỉnh An Giang
- Họ đạo Ba Hòn - Xã Kiên Lương, tỉnh An Giang
- Họ đạo Bình An - Xã Thạnh Lộc, tỉnh An Giang
- Họ đạo Bình Sơn - Xã Bình Sơn, tỉnh Kiên Giang
- Họ đạo Đất Hứa - Xã Hòa Điền, tỉnh An Giang
- Họ đạo Đông Hòa - Xã Đông Hòa, tỉnh An Giang
- Họ đạo Đông Hưng - Xã Đông Hưng, tỉnh An Giang
- Họ đạo Đức Mẹ Vô Nhiễm - Xã Hòa Hưng, tỉnh An Giang
- Họ đạo Dương Đông - Đặc khu Phú Quốc, tỉnh An Giang
- Họ đạo Hà Tiên - Phường Hà Tiên, tỉnh An Giang
- Họ đạo Hòa Giang - Xã Hòa Điền, tỉnh An Giang
- Họ đạo Hòa Hưng - Xã Hòa Hưng, tỉnh An Giang
- Họ đạo Hòn Chông - Xã Kiên Lương, tỉnh An Giang
- Họ đạo Kiên Lương - Xã Kiên Lương, tỉnh An Giang
- Họ đạo Kinh Tràm - Xã Hòa Hưng, tỉnh An Giang
- Họ đạo Minh Châu - Xã U Minh Thượng, tỉnh An Giang
- Họ đạo Mong Thọ - Xã Thạnh Lộc, tỉnh An Giang
- Họ đạo Ong Dèo - Xã Vĩnh Hòa Hưng, tỉnh An Giang
- Họ đạo Phú Hòa - Phường Vĩnh Thông, tỉnh An Giang
- Họ đạo Quý Phụng - Xã Hòa Hưng, tỉnh An Giang
- Họ đạo Rạch Đùng - Xã Kiên Lương, tỉnh An Giang
- Họ đạo Rạch Giá - 25 Nguyễn Trường Tộ, phường Rạch Giá, tỉnh An Giang
- Họ đạo Rạch Sỏi - 90 Lê Quý Đôn, phường Rạch Giá, tỉnh An Giang
- Họ đạo Tân Bình - Xã Giồng Riềng, tỉnh An Giang
- Họ đạo Tân Hóa - Xã Thạnh Hưng, tỉnh An Giang
- Họ đạo Tân Lập - Xã Mỹ Thuận, tỉnh An Giang
- Họ đạo Trảng Tranh - Xã Hòa Hưng, tỉnh An Giang
- Họ đạo Xáng Cụt - Xã Vĩnh Tuy, tỉnh An Giang
- Họ đạo Xẻo Dầu - Xã Hòa Hưng, tỉnh An Giang
- Họ đạo Xẻo Dinh - Xã Tây Yên, tỉnh An Giang

4. Hạt Tân Hiệp (huyện Tân Hiệp cũ): 19 giáo xứ, 9 họ đạo
- Họ đạo An Tôn - Xã Tân Hiệp, tỉnh An Giang
- Họ đạo Bình Châu - Xã Thạnh Đông, tỉnh An Giang
- Họ đạo Bình Lộc - Xã Tân Hiệp, tỉnh An Giang
- Họ đạo Đa Minh - Xã Tân Hiệp, tỉnh An Giang
- Họ đạo Đài Đức Mẹ - Xã Tân Hiệp, tỉnh An Giang
- Họ đạo Đồng Phú - Xã Tân Hội, tỉnh An Giang
- Họ đạo Đồng Tâm - Xã Tân Hội, tỉnh An Giang
- Họ đạo Duy Ninh - Xã Tân Hiệp, tỉnh An Giang
- Họ đạo Giu Đức - Xã Thạnh Đông, tỉnh An Giang
- Họ đạo Giuse - Xã Thạnh Đông, tỉnh An Giang
- Họ đạo Hải Châu - Xã Thạnh Đông, tỉnh An Giang
- Họ đạo Hiệp Hòa - Xã Tân Hiệp, tỉnh An Giang
- Họ đạo Hiệp Tâm - Xã Tân Hiệp, tỉnh An Giang
- Họ đạo Hợp Châu - Xã Thạnh Đông, tỉnh An Giang
- Họ đạo Kitô Vua - Xã Tân Hiệp, tỉnh An Giang
- Họ đạo Lạng Sơn - Xã Thạnh Đông, tỉnh An Giang
- Họ đạo Mẫu Tâm - Xã Tân Hiệp, tỉnh An Giang
- Họ đạo Mông Triệu - Xã Thạnh Đông, tỉnh An Giang
- Họ đạo Ninh Cù - Xã Tân Hiệp, tỉnh An Giang
- Họ đạo Phan Sinh - Xã Tân Hiệp, tỉnh An Giang
- Họ đạo Phaolô - Xã Tân Hiệp, tỉnh An Giang
- Họ đạo Tân Bình - Xã Tân Hiệp, tỉnh An Giang
- Họ đạo Tân Bùi - Xã Thạnh Đông, tỉnh An Giang
- Họ đạo Tân Chu - Xã Thạnh Đông, tỉnh An Giang
- Họ đạo Tân Hiệp - Xã Tân Hiệp, tỉnh An Giang
- Họ đạo Tân Long - Xã Thạnh Đông, tỉnh An Giang
- Họ đạo Tân Thành - Xã Thạnh Đông, tỉnh An Giang
- Họ đạo Tân Thuận - Xã Tân Hiệp, tỉnh An Giang
- Họ đạo Thái An - Xã Tân Hiệp, tỉnh An Giang
- Họ đạo Thái Hòa - Xã Tân Hiệp, tỉnh An Giang
- Họ đạo Thánh Chiểu - Xã Tân Hiệp, tỉnh An Giang
- Họ đạo Thánh Gia - Xã Tân Hiệp, tỉnh An Giang
- Họ đạo Thánh Giuse - Xã Tân Hiệp, tỉnh An Giang
- Họ đạo Thánh Huy - Xã Tân Hiệp, tỉnh An Giang
- Họ đạo Thánh Tâm - Xã Thạnh Đông, tỉnh An Giang
- Họ đạo Thức Hóa - Xã Thạnh Đông, tỉnh An Giang
- Họ đạo Trái Tim - Xã Thạnh Đông, tỉnh An Giang
- Họ đạo Trinh Vương - Xã Tân Hiệp, tỉnh An Giang
- Họ đạo Trung Thành - Xã Thạnh Đông, tỉnh An Giang
- Họ đạo Vinh Sơn - Xã Tân Hiệp, tỉnh An Giang
- Họ đạo Vô Nhiễm - Xã Tân Hiệp, tỉnh An Giang

5. Hạt Vĩnh Thạnh (các xã, phường phía tây thành phố Cần Thơ): 16 giáo xứ, 7 họ đạo
- Họ đạo An Dũng - Xã Thạnh Quới, thành phố Cần Thơ
- Họ đạo An Sơn - Xã Thạnh An, thành phố Cần Thơ
- Họ đạo Bắc Xuyên - Xã Thạnh Quới, thành phố Cần Thơ
- Họ đạo Bình Minh - Phường Thốt Nốt, thành phố Cần Thơ
- Họ đạo Bình Thái - Xã Thạnh Quới, thành phố Cần Thơ
- Họ đạo Bò Ót - Phường Thốt Nốt, thành phố Cần Thơ
- Họ đạo Châu Long - Xã Thạnh Quới, thành phố Cần Thơ
- Họ đạo Châu Thái - Xã Thạnh Quới, thành phố Cần Thơ
- Họ đạo Đền Thánh Giuse An Bình - Xã Thạnh Quới, thành phố Cần Thơ
- Họ đạo Đồng Công - Xã Thạnh Quới, thành phố Cần Thơ
- Họ đạo Hải Hưng - Xã Thạnh An, thành phố Cần Thơ
- Họ đạo Hiếu Hiệp - Xã Thạnh Quới, thành phố Cần Thơ
- Họ đạo Hiếu Sơn - Xã Thạnh Quới, thành phố Cần Thơ
- Họ đạo Hiếu Thuận - Xã Thạnh Quới, thành phố Cần Thơ
- Họ đạo Hợp Tiến - Xã Thạnh An, thành phố Cần Thơ
- Họ đạo Khiết Tâm - Xã Thạnh An, thành phố Cần Thơ
- Họ đạo Kim Hòa - Xã Thạnh Quới, thành phố Cần Thơ
- Họ đạo Kim Long - Xã Thạnh An, thành phố Cần Thơ
- Họ đạo Kitô Vua - Xã Thạnh An, thành phố Cần Thơ
- Họ đạo Long Bình - Xã Thạnh Quới, thành phố Cần Thơ
- Họ đạo Máctinô - Xã Thạnh Quới, thành phố Cần Thơ
- Họ đạo Môi Khôi - Xã Thạnh Quới, thành phố Cần Thơ
- Họ đạo Ngọc Thạch - Xã Thạnh An, thành phố Cần Thơ
- Họ đạo Phụng Hưng - Xã Thạnh An, thành phố Cần Thơ
- Họ đạo Sáu Bọng - Xã Thạnh Quới, thành phố Cần Thơ
- Họ đạo Tân Hải - Xã Thạnh An, thành phố Cần Thơ
- Họ đạo Tân Mỹ - Xã Thạnh Quới, thành phố Cần Thơ
- Họ đạo Thạnh An - Xã Thạnh An, thành phố Cần Thơ
- Họ đạo Thánh Gia - Xã Thạnh An, thành phố Cần Thơ
- Họ đạo Thanh Hải - Xã Thạnh Quới, thành phố Cần Thơ
- Họ đạo Thánh Linh - Xã Thạnh Quới, thành phố Cần Thơ
- Họ đạo Thanh Long - Xã Thạnh Thắng, huyện Vĩnh Thạnh, thành phố Cần Thơ
- Họ đạo Thánh Tâm - Xã Thạnh An, thành phố Cần Thơ
- Họ đạo Trinh Vương (Bờ Bao) - Xã Thạnh Quới, thành phố Cần Thơ
- Họ đạo Trinh Vương (B/1) - Xã Thạnh An, thành phố Cần Thơ
- Họ đạo Vạn Đồn - Xã Thạnh An, thành phố Cần Thơ

## Các đời Giám mục quản nhiệm
| STT | Tên                      | Thời gian quản nhiệm             | Ghi chú |
| --- | ------------------------ | -------------------------------- | ------- |
| 1 † | Micae Nguyễn Khắc Ngữ    | 1960-1997                        | Qua đời |
| 2 † | Gioan Baotixita Bùi Tuần | 1975-1997 1997-2003              | Qua đời |
| 3 † | Giuse Trần Xuân Tiếu     | 1999-2003 2003-2019              | Qua đời |
| 4   | Giuse Trần Văn Toản      | 2014-2017 Phó 2017-2019 2019-nay |         |